# Iwan Mularczuk
Iwan Matwijowycz Mularczuk, (ukr. Іван Матвійович Мулярчук, ur. 27 lipca 1930 w Ostrożcu, zm. 18 maja 2020 w Tarnopolu) – ukraiński rzeźbiarz, członek Związku Artystów Ukrainy (1988).

## Biografia
Talent do rysowania przejawiał już w dzieciństwie. Ukończył Liceum w Ostrogu i Łucką Szkołę Artystyczną (1952), Wydział Sztuki i Grafiki w Instytucie Pedagogicznym w Krasnodarze (1967). Pracował jako nauczyciel rysunku i szkicowania w pracowni plastycznej Związku Artystów Ukrainy. Od 1970 r. mieszkał w Tarnopolu. Ojciec Dmytra Mularczuka.

## Twórczość
Tworzył rzeźby monumentalne, wykorzystując różne materiały: marmur, granit, piaskowiec, brąz, sztuczny kamień.
Autor około 50 pomników i ponad 180 rzeźb,  m.in.:
- żołnierze-rybacy (1969, Tiemriuk, Rosja),
- Bohater Związku Radzieckiego O. Żadowa (1985, Tarnopol),
- Taras Szewczenko (1989, wieś Wierzbowiec, rejon Łanowiec; 1993, wieś Jabłonów; 1999, wieś Towste, rejon husiatyński),
- Iwanna Błażkewycz (1989, wieś Denysów, rejon kozowski),
- Stepan Czarnecki (1991, wieś Szmańkowce, rejon czortkowski),
- Iwan Franko (1992, wieś Cygany, rejon borszczowski),
- Denys Łukianowicz (wieś Horodnica),
- naukowiec Wasyl Simowycz (1993 r.; wieś Hadyńkowce, rejon husiatyński),
- Pawło Dumka (1999, wieś Kupczyńce, rejon kozowski),
- 2000 Rocznica Narodzenia Pańskiego (2000, wieś Biała, rejon tarnopolski)
- Niepodległość (2003, Monasterzyska; 2006, wieś Romanówka, rejon podwołoczyski),
- żołnierze UPA „Pokrowa” (2005, wieś Sapowa, rejon kozowski),
- Bojownikom o Wolność Ukrainy (2006, wieś Wasylkowce), bp Hryhorij Chomyszyn (2008, wieś Hadyńkowce, rejon husiatyński),
- „Witta – bohynia żyttia” (2009, Anapa, Kraj Krasnodarski);

seria portretów
- „Tarnopoliany” (1970-1990);

popiersia
- A. Jelczaninow (1980),
- Bohater Pracy Socjalistycznej A. Karpenko (1987),
- T. Szewczenko (1989, wieś Horodnica, rejon zborowski; obwód tarnopolski);

kompozycje
- „Praca wywyższona” (1988);

tablice pamiątkowe
- S. Dnistryański (1991),
- W. Stefanyk, O. Witoshynskyj (1992 – Tarnopol);

godło
- „Nauka” (Instytut Przedsiębiorczości i Biznesu Czortkowa, obwód tarnopolski, 2004).